# Wszystkie kłamstwa Jacka
Wszystkie kłamstwa Jacka (ang. Pants on Fire) – amerykańsko-kanadyjska komedia z 2014 roku w reżyserii Jonathana A. Rosenbauma. Wyprodukowana przez wytwórnię Marvista Entertainment i Two 4 The Money Media.
Premiera filmu odbyła się 9 listopada 2014 na amerykańskim Disney XD. W Polsce film odbył się 20 czerwca 2015 na antenie Disney XD.

## Opis fabuły
Film opisuje historię piętnastoletniego Jacka Parkera (Bradley Steven Perry), który jest najpopularniejszym chłopakiem w szkole, żyje w zgodzie z rodzicami i staje przed wielką szansą zdobycia sławy. Pewnego dnia ku jego zaskoczeniu wszystkie kłamstwa, które wymyślił, stają się rzeczywistością. Na skutek tego powstaje wielkie zamieszanie. Razem ze swoim kumplem Ryanem (Joshua J. Ballard) próbują ustalić przyczyny tej sytuacji, a kluczem do zagadki wydaje się pluszowy fioletowy hipopotam.

## Obsada
- Bradley Steven Perry jako Jack Parker
- Joshua J. Ballard jako Ryan
- Tyrel Jackson Williams jako Mikey
- Nicholas Coombe jako Eric
- Rachelle Gillis jako Lisa
- Brittney Wilson jako Hannah Parker
- Manoj Sood jako dyrektor Kar
- Peter Graham-Gaudreau jako Ed Parker

## Wersja polska
Wersja polska: SDI Media Polska

Reżyseria: Tomasz Robaczewski

Tekst polski: Aleksander Jaworowski

Koordynacja produkcji: Ewa Krawczyk

W wersji polskiej udział wzięli:
- Jan Piotrowski – Jack Parker
- Miłosz Konkel – Ryan
- Beniamin Lewandowski – Mikey
- Joanna Derengowska – Jennifer
- Lidia Sadowa – Hannah Parker
- Sebastian Machalski – Eric
- Marek Robaczewski – dyrektor Kar
- Mikołaj Klimek – Rock
- Angelika Kurowska – Lisa
- Paweł Szczesny – Chip
- Wojciech Żołądkowicz – Otis
- Janusz German – Ed Parker
- Joanna Borer-Dzięgiel – Diane Parker
- Fabian Kocięcki
- Michał Lacheta
- Maciej Kosmala
- Izabela Warykiewicz
- Wojciech Romańczyk
- Maksymilian Bogumił
- Aleksandra Kowalicka
- Olga Omeljaniec
- Katarzyna Głogowska

Lektor: Janusz German